# 大南坂镇
大南坂镇是中国福建省漳州市漳浦县下辖的一个行政建制镇。
前身是国有大南坂农场。2006年，当地开始农垦系统国有农场的改革。2010年9月27日，以大南坂农场设立大南坂镇。大南坂农场的13个农场作业区，改制为13个居民社区。但2017年时，大南坂农场建制仍存，仍是漳浦县下属的六个国有农场之一。

## 行政区划
大南坂镇共辖8个行政村，分别是：
大南坂村、小南坂村、金岗山村、腊山村、梧陂村、刺塘后村、下楼村、上埔村、瓷窑村、青年山村和农一村。

## 交通
- 厦深铁路：漳浦站